# Paxton (Florida)
Paxton is een plaats (town) in de Amerikaanse staat Florida, en valt bestuurlijk gezien onder Walton County.

## Demografie
Bij de volkstelling in 2000 werd het aantal inwoners vastgesteld op 656.
In 2006 is het aantal inwoners door het United States Census Bureau geschat op 793, een stijging van 137 (20,9%).

## Geografie
Volgens het United States Census Bureau beslaat de plaats een oppervlakte van
10,3 km², waarvan 10,1 km² land en 0,2 km² water. Paxton ligt op ongeveer 81 m boven zeeniveau.

## Plaatsen in de nabije omgeving
De onderstaande figuur toont nabijgelegen plaatsen in een straal van 32 km rond Paxton.